# Прикалаусский сельсовет
Прикалаусский сельсовет — упразднённое сельское поселение в Петровском районе Ставропольского края Российской Федерации.
Административный центр — посёлок Прикалаусский.

## География
На севере муниципальное образование граничит с селом Октябрьским Ипатовского района; на западе — с селом Шангала; на юге — с городом Светлоградом; на востоке с селом Николина Балка. Расстояние от административного центра муниципального образования до районного центра — 21 км.

## История
Статус и границы сельского поселения установлены Законом Ставропольского края от 4 октября 2004 года № 88-кз «О наделении муниципальных образований Ставропольского края статусом городского, сельского поселения, городского округа, муниципального района».
С 1 мая 2017 года все муниципальные образования Петровского района объединены Петровский городской округ.

## Население
| 1989  | 2002  | 2010  | 2011  | 2012  |
| ----- | ----- | ----- | ----- | ----- |
| 1993  | ↗2171 | ↘1968 | ↘1960 | ↘1918 |
| 2013  | 2014  | 2015  | 2016  | 2017  |
| ↘1887 | ↘1786 | ↘1776 | ↘1740 | ↘1725 |

### Национальный состав
По итогам переписи населения 2010 года проживали следующие национальности (национальности менее 1 %, см. в сноске к строке "Другие"):
| Национальность | Численность | Процент |
| -------------- | ----------- | ------- |
| Русские        | 1624        | 82,52   |
| Табасараны     | 160         | 8,13    |
| Армяне         | 77          | 3,91    |
| Украинцы       | 28          | 1,42    |
| Другие         | 79          | 4,01    |
| Итого          | 1968        | 100,00  |

## Состав сельского поселения
До упразднения муниципального образования в состав его территории входил 1 населённый пункт:
| № | Населённый пункт | Тип населённого пункта          | Население |
| - | ---------------- | ------------------------------- | --------- |
| 1 | Вознесенский     | хутор                           | ↗142      |
| 2 | Маяк             | посёлок                         | ↘302      |
| 3 | Полевой          | посёлок                         | ↘254      |
| 4 | Прикалаусский    | посёлок, административный центр | ↗1059     |
| 5 | Сычёвский        | хутор                           | ↗5        |
| 6 | Цветочный        | посёлок                         | ↘146      |

## Местное самоуправление
Главы администрации сельсовета
- Маловичко Сергей Викторович[1].